# Univerzální sál (Skopje)
Univerzální sál (makedonsky Универзална сала) je konferenční budova, která se nachází v hlavním městě Severní Makedonie, Skopje. Nachází se na třídě Bulevar Partizanski Odredi v místní části Debar Maalo v opštině Centar.

## Využití
Budova s kruhovým půdorysem a obkladem z kovových desek byla vybudována po ničivém zemětřesení v roce 1963. Na výstavbu sálu bylo použito prefabrikovaných prvků. Jejím dominantním prvkem je nápadná kupole, která zastřešuje celý prostor, v interiéru se nachází nápadný dekorativní podhled. V sále se konala celá řada kulturních a společenských akcí ve Skopje od 70. let až do současnosti; různé výstavy, koncerty, jako např. jazzový festival a další.

## Historie
Budova vznikla za finančního přispění ze zahraničí. Její vznik financovala vláda Bulharska a několika desítek dalších zemí. Nebyl vyprojektován nový objekt; budova je přesnou kopií Cirkusu v Sofii. Dokončena byla roku 1966 a po nějakou dobu nesla název Bulharský sál. Původní bulharský státní cirkus paradoxně později vyhořel a stavba ve Skopje se tak paradoxně stala jediným dochovaným exemplářem této budovy.
Sloužila do roku 2015, poté byla uzavřena. Po nějakou dobu nesla i název po Alexandru Velikém.
V roce 2020 vypsala opština Centar soutěž na přestavbu místa a vzniku parku s letním kinem. Zbourání sálu vyvolalo značné protesy mezi místními obyvateli ve Skopje. Nakonec bylo rozhodnuto o rekonstrukci stavby, rozpočet na stavební práce byl stanoven ve výši 2 miliony eur. Během rekonstrukce dne 9. dubna 2024 sál kompletně vyhořel; k požáru došlo v 9 hodin 50 minut ráno a hasilo jej 24 hasičů.